# Patientenvermittler
Patientenvermittler sind Einzelpersonen oder Unternehmen, welche gegen Entgelt Patienten aus dem Ausland an inländische Kliniken vermitteln und/oder Dienstleistungen im Zusammenhang mit der Akquisition und Betreuung internationaler Patienten übernehmen. Nach dem Internet und den persönlichen Kontakten sind die Patientenvermittler der drittwichtigste Vertriebs- und Kommunikationsweg im Medizintourismus. Zwei Drittel aller im Geschäftsfeld "Internationale Patienten" tätige Kliniken arbeiten mit Vermittlungsagenten zusammen.

## Markt
Der Markt der Patientenvermittler ist sehr heterogen und reicht von Einzelpersonen mit Auslandskontakten bis zu professionellen Agenturen mit mehreren Mitarbeitern und mehreren Niederlassungen im Ausland. Neben diesen spezialisierten Unternehmen vermitteln auch Übersetzungsdienste oder Import-Exportfirmen für Medizintechnik oft Patienten an die Krankenhäuser. Der Markt gilt als sehr intransparent, da nahezu keine Informationen über Struktur, Größe, Marktteilnehmer oder Vermittlungsvolumen verfügbar sind. In Deutschland sind nach einer Schätzung der Hochschule Bonn-Rhein-Sieg mehrere Hundert Patientenvermittler aktiv, von denen die meisten weniger als 100 Patienten pro Jahr betreuen. Die geringe Zahl an Vermittlungen kann dadurch kompensiert werden, dass die Vermittler von beiden Seiten, Kliniken und Patienten, Geld in erheblicher Höhe fordern. Von den Kliniken werden Beträge gezahlt, die 15 Prozent der Behandlungskosten ausmachen. Von Patienten wird, teilweise unter der Ausnutzung einer Notlage, ein Betrag gefordert, der gleich hoch wie das Honorar ist; in einigen Fällen auch höher.

## Leistungen
Patientenvermittler können sowohl für den Patienten aus dem Ausland als auch für Kliniken, ausländische Versicherungen oder Unternehmen tätig sein. Ihr Leistungsspektrum umfasst u. a.:
- Marketing im Ausland,
- Übersetzungen von Arztbriefen und Befunden aus dem Heimatland der Patienten,
- Auswahl der geeigneten Behandlungsmöglichkeiten in Deutschland,
- Einholen von Kostenvoranschlägen,
- Terminanfragen,
- Abwicklung von Reiseformalitäten wie Buchung von Flügen, Hotelunterkünften oder die Beantragung eines medizinischen Visums,
- Betreuung von Patienten und deren Begleitpersonen vor Ort,
- medizinisches Dolmetschen und Übersetzungen,
- Kostenmanagement und Fakturierung.[4][5]

Nur die wenigsten Vermittler bieten ihre Leistungen in diesem Umfang an. Zumeist beschränken sich die Tätigkeiten auf Klinikauswahl, Kosten- und Terminanfragen und Begleitung der Patienten in die Klinik. Zudem werden selbst diese Leistungen in sehr unterschiedlicher Qualität erbracht. In einer Studie der Hochschule Bonn-Rhein-Sieg wurde per Zufallsauswahl einer Stichprobe von 50, auf den russischen Markt spezialisierten, Vermittlern eine Anfrage eines Patienten aus Russland (einschl. medizinischer Dokumentation und Bildgebung) per E-Mail geschickt. Die Rückantworten der Vermittlungsagenturen wurden Anhang von 26 Kriterien in den Hauptbereichen Struktur/Aufbau des Schreibens, Inhalt, Reaktionszeit, Kontakt- und Preisangaben beurteilt. Nur fünf Agenturen erreichten mehr als die Hälfte der möglichen Bewertungspunkte.

## Leistungsabrechnung und -vergütung
Die Leistungen der Patientenvermittler sollten in einem Dienstleistungsvertrag zwischen Agentur und Patienten bzw. zwischen Agentur und Klinik schriftlich festgehalten sowie mit Preisen versehen werden. Für die Vergütung solcher Leistungen wie Dolmetschen oder die Betreuung der Patienten sind marktübliche Preise heranzuziehen. Teilweise wird die Leistungsvergütung immer noch über Provisionen abgewickelt. Hierbei erhält der Vermittler einen prozentualen Anteil am Endbetrag der Krankenhausrechnung (ohne Zusatzentgelte, Wahlleistungen, Nebenkosten wie Transporte, Medikamente etc.). Die Höhe der Provisionen variiert in Abhängigkeit von der Anzahl der vermittelten Personen sowie dem Gesamtumsatz zumeist zwischen 5 und 20 Prozent.
Eine Vergütung der reinen Vermittlungsleistung über pauschale Provisionszahlungen durch die Kliniken hält das Landgericht Kiel aufgrund der Ärztlichen Berufsordnung und des Wettbewerbsrechts für sittenwidrig. Finanzielle Interessen können das Vertrauensverhältnis zwischen Arzt und Patienten erheblich stören Zudem ist eine Beteiligung von Angehörigen von Heilberufen an der Zuführung von Patienten gegen Entgelt nach §299a StGB strafbar bzw. zudem für Ärzte nach § 31 MBO-Ä oder § 73 Abs. 7 SGB V verboten. Für Krankenhäuser greifen hier je nach Bundesländern unterschiedliche Regelungen. In NRW beispielsweise ist das Verbot der Zuweisung in § 31 a KHGG NRW geregelt.

## Kritik
Gegenseitige finanzielle Abhängigkeiten bei der Zusammenarbeit zwischen Kliniken und Ärzten auf der einen und Patientenvermittlern auf der anderen Seite können im Extremfall auch zu erheblichen Nachteilen für die Patienten führen. Im Organspendeskandal 2012 in Göttingen soll neben den Mediziner auch eine Vermittlungsagentur beteiligt sein.
Im Stuttgarter Klinikskandal um den ehemaligen Grünenpolitiker Andreas Braun hinsichtlich Schmiergeldzahlungen bei der Behandlung ausländischer Patienten haben sich Patientenvermittler laut Staatsanwaltschaft Stuttgart durch Betrug höhere Einnahmen verschafft und damit Kostenträger und Klinik geschadet. Mehrere Beschuldigte sind Mitte Juli 2019 verhaftet worden.

## Mediale Rezeption
Die Zeit berichtete 2013 unter dem Titel „Die Krankenschlepper“ über das Phänomen. Recherchiert worden war in Zusammenarbeit mit dem Hörfunk des BR und ARD-Report München.
Ebenfalls über dieses Thema schrieben 2013 Der Spiegel – unter dem Titel „Der russische Patient“, einen Monat später die Welt am Sonntag – unter dem Titel „Der libysche Patient“, und 2018 Die Welt („Verschleierte Geschäfte“).